# 粘毛香青
粘毛香青（学名：Anaphalis bulleyana）为菊科香青属的植物，是中国的特有植物。分布在中国大陆的四川、云南等地，生长于海拔1,180米至3,300米的地区，多生于亚高山阴湿坡地和低山草地，目前尚未由人工引种栽培。

## 别名
五香草（云南丽江、中甸）